# Gebhard
Gebhard de Lahngau (c. 888-22 de junio 910), de la dinastía Conradina, hijo de Odón (muerto en 879), conde de Lahn, y Judith, fue el propio conde de Wetterau (909-910) y Rheingau (897-906) y luego duque de Lotaringia (Lorena).
En 903, Luis el Niño, rey de Alemania, le dio el gobierno de Lotaringia con el título de duque (dux Kebehart regni quod multis una Hlotharii dicitur).). Gebhard, murió en la batalla contra los húngaros, en algún lugar por Augsburgo.
Con su esposa Ida tuvo dos hijos:
- Herman (muerto en 949), duque de Suabia.[3]
- Odón (muerto en 949), conde de Wetterau (de 914), Lahngau (de 918), y Rheingau (de 917), se casó con Cunigunda, hija de Herberto I de Vermandois.